# NovaKid
NovaKid je online platforma pro výuku angličtiny se sídlem v San Franciscu v Kalifornii.

## Historie
Společnost NovaKid založili v roce 2017 Max(-im) Azarov a Dmitry Malin jako platformu využívající gamifikaci a virtuální realitu pro zapojení malých studentů.
V roce 2018 se NovaKid začal mezinárodně rozšiřovat a vstoupil do Turecka a Polska; do roku 2020 působil v Evropě, na Blízkém východě a v Asii.
Během pandemie covidu-19 v roce 2020 platforma vykázala růst počtu uživatelů a získala 1,5 milionu USD v seed financování; na to navázalo kolo Series A ve výši 4,25 milionu USD. V roce 2021 získala společnost 35 milionů USD v kole Series B.
V roce 2023 se podle médií stala NovaKid ziskovou. Následující rok 2024 převzala britskou aplikaci Lingumi pro předškolní výuku angličtiny a zřídila divizi NovaKid Junior zaměřenou na výuku řízenou umělou inteligencí.

## Platforma
NovaKid poskytuje on-line lekce angličtiny formou individuální výuky na dálku (e-learning). Platforma využívá prvky gamifikace ke zvýšení zapojení studentů, sleduje pokrok v rodičovském panelu a nabízí interaktivní cvičení, kvízy a také prohlídky ve virtuální realitě. Výukový plán kombinuje živé lekce se slovníkovými a gramatickými cvičeními.
K roku 2024 uváděla média přes 70 000 aktivních uživatelů ve více než 50 zemích.